# Fauna del Kiribati

Cerchiate in rosso le principali isole del Kiribati.

La fauna del Kiribati è composta prevalentemente da animali marini e volatili.

## Volatili
A Kiribati sono state censite novanta specie di uccelli, fra cui due specie endemiche e tre introdotte dall'uomo. Il petrello di Henderson e la cannaiola di Kiritimati (chiamata localmente bokikokiko ) sono due specie a grave rischio d’estinzione secondo la Lista Rossa IUCN .

## Rettili
Nelle acque di Kiribati si trovano due specie di tartarughe marine:
- La Tartaruga verde (chiamata localmente te on)
- La Tartaruga embricata (chiamata localmente te tabakea o te borauea)

Altre specie di tartarughe marine sono state segnalate nelle acque del Kiribati, ma non si hanno sufficienti dati per poter confermare le segnalazioni:
- Tartaruga marina caretta caretta (chiamata localmente te on n ae),
- Olive ridley (chiamato localmente te on mron)
- Liuto (chiamato localmente te kabi n waa)

## Pesci
Ci sono circa 500 specie di pesci nella zona delle isole della Fenice .
Le isole del Kiribati si trovano nell'Oceano Pacifico centrale e sono quindi ricche di specie animali rare, autoctone di queste isole. Le isole ospitano anche i rari Balistidae (meglio noti come pesce balestra) che vivono nelle maggiori profondità dell'oceano. I gobidi (Trimma squamicana) sono più rari in altre parti del mondo, ma sono piuttosto comuni nelle isole del Kiribati, sono di colore chiaro e si trovano a profondità comprese tra 30 e 150 metri. Il Parapercis lata è un pesce che vive in acque poco profonde, con il corpo bianco e macchie rosse.
Ci sono circa 200 specie di corallo che si trovano intorno alle isole della Fenice, che fungono da casa per molti pesci del luogo.